# Sadeh (vương hậu)

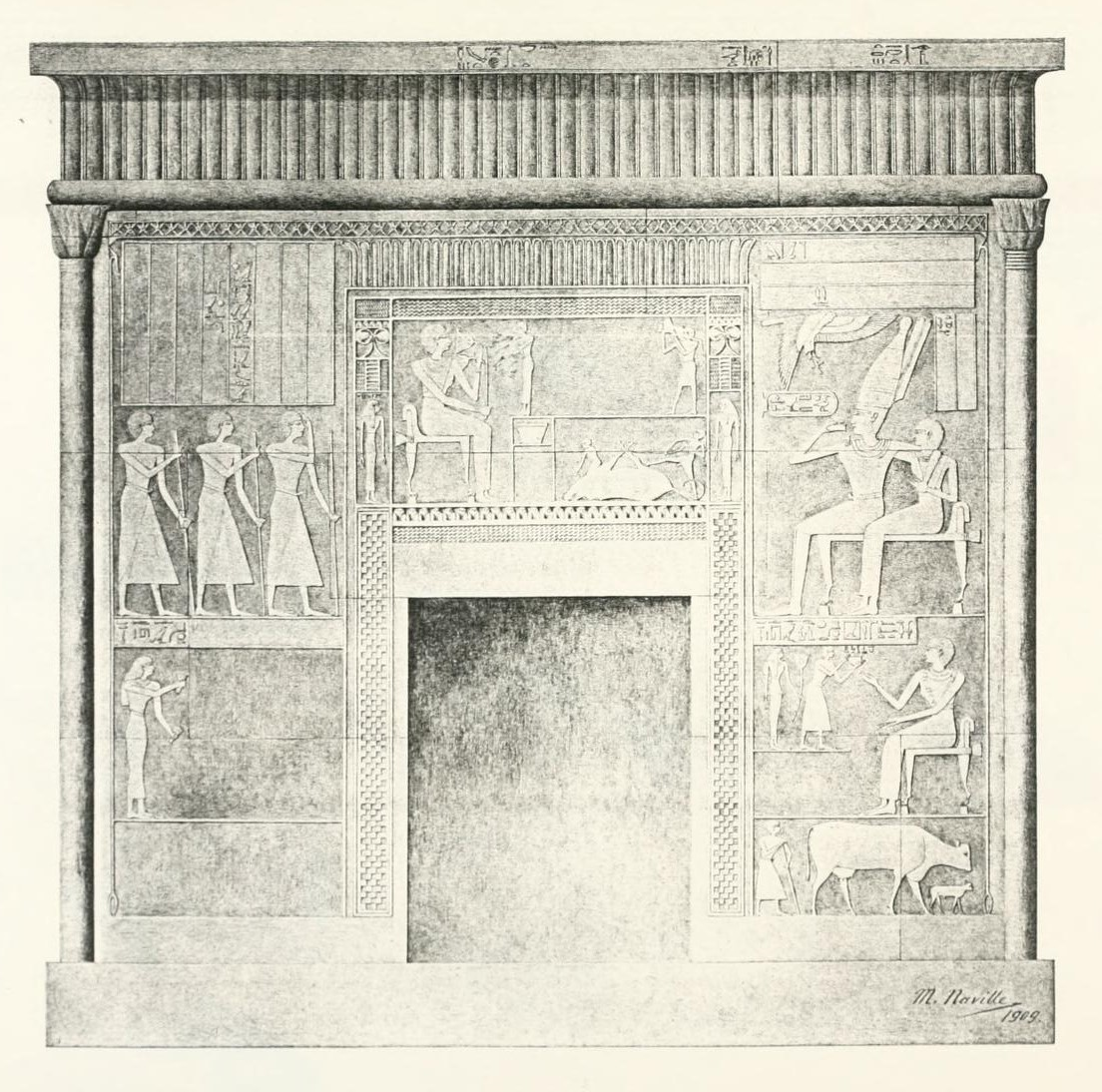
Bệ thờ của trong mộ của Sadeh

Sadeh là một vương hậu sống vào thời kỳ Vương triều thứ 11 trong lịch sử Ai Cập cổ đại. Bà là một thứ phi của pharaon Mentuhotep II.

## Chôn cất
Ngôi mộ và nhà nguyện nhỏ của thứ phi Sadeh được tìm thấy trong quần thể đền thờ của Mentuhotep II tại Deir el-Bahari, cùng với 5 thứ phi khác: Ashayet, Henhenet, Kemsit, Kawit và Mayet. Những bà thứ phi của Mentuhotep được suy đoán là người Nubia.
Mỗi phòng mộ của các bà thứ phi đều có một cỗ quách bằng đá vôi và một bức tượng linh hồn ka. Cũng như những thứ phi kia, Sadeh được gọi là "Nữ tư tế của Hathor", "Người trang hoàng của Vua" và "Người vợ yêu quý của Vua".
Không rõ cỗ quách của Sadeh được lưu giữ tại đâu.